# Heather Moyse
Heather Moyse (Summerside, 23 de julio de 1978) es una deportista canadiense que compitió en ciclismo en pista, rugby y bobsleigh. Es bicampeona olímpica en bobsleigh. En rugby es considerada la mejor jugadora en la historia de su país, por lo que desde 2016 es miembro del World Rugby Salón de la Fama.

## Trayectoria deportiva

### Bobsleigh
Participó en cuatro Juegos Olímpicos de Invierno, obteniendo dos medallas de oro en la prueba doble (junto con Kaillie Humphries), en Vancouver 2010 y Sochi 2014, el cuarto lugar en Turín 2006 y el sexto en Pyeongchang 2018.
Ganó dos medallas de bronce en el Campeonato Mundial de Bobsleigh de 2011, en la pruebas doble y por equipo.

#### Palmarés internacional
| Juegos Olímpicos   | Juegos Olímpicos     | Juegos Olímpicos  | Juegos Olímpicos |
| Año                | Lugar                | Medalla           | Prueba           |
| ------------------ | -------------------- | ----------------- | ---------------- |
| 2010               | Vancouver (Canadá)   | Medalla de oro    | Doble            |
| 2014               | Sochi (Rusia)        | Medalla de oro    | Doble            |
| Campeonato Mundial |                      |                   |                  |
| Año                | Lugar                | Medalla           | Prueba           |
| 2011               | Königssee (Alemania) | Medalla de bronce | Doble            |
| 2011               | Königssee (Alemania) | Medalla de bronce | Equipo           |

### Rugby
En 1997 debutó en el equipo Toronto Scottish RFC y jugó en él hasta su retiro. Fue convocada por la selección de su país (las Canucks) por primera vez en noviembre de 2004 para enfrentar a las Red Roses. Jugaba en la posición de fullback, se retiró en 2014 y en total disputó 17 partidos.

#### Participaciones en Copas del Mundo
Compitió en dos Copas del Mundo: Canadá 2006, donde fue la máxima anotadora y las Canucks llegaron a semifinales, quedando en la cuarta posición, e Inglaterra 2010, donde fue la máxima anotadora de tries junto con Carla Hohepa y las Canucks obtuvieron la sexta posición.
| Mundial                                | Sede       | Resultado     | PJ | Tries |
| -------------------------------------- | ---------- | ------------- | -- | ----- |
| Copa Mundial Femenina de Rugby de 2006 | Canadá     | Cuarto puesto | 5  | 7     |
| Copa Mundial Femenina de Rugby de 2010 | Inglaterra | Sexto puesto  | 5  | 7     |